# 松原行一
松原 行一（まつばら こういち、1872年5月22日 - 1955年11月8日）は、日本の化学者。東京帝国大学教授。位階は従三位、勲等は勲二等。

## 生涯
旧尾張藩士の松原八十一と、かぎ（同藩士藤岡徳良の妹）の長男として名古屋に生まれる。
一高を経て、1896年に帝国大学理科大学を卒業。1898年に家督を相続した。有機化学硏究のため、イギリスおよびドイツに留学し、マンチェスター大学のウィリアム・パーキンJr.やベルリン大学のエミール・フィッシャーのもとで学ぶ。東京帝国大学理科大学助教授を経て、1909年同大学教授となり、理学博士の学位を授けられる。無類の博識家として知られ、学術会議、国際会議、文部省各種検定、大学設置委員などを務めた。
また科学文献カタログの編集の他、『日本化学会誌』、『東洋学芸雑誌』の編集に長年携わる。
1933年、明治時代に着任した東京帝大最後の教官として退官する。
著書である「彳亍子（ﾃｷ　ﾁｮｸ　ｼ）雑纂」（1941）は正確な文献的価値の高い髄筆集として知られる。1955年11月8日逝去。墓所は青山霊園。

## 親族
東京府東京市本郷区駒込曙町16
- 母　かぎ　嘉永4年8月生
- 妻　フミ（士族大室三郎の姉）　1879年3月生
- 女　禮子　1901年2月生
- 女　君子　1908年2月生
- 女　静子　1911年1月生
- 弟 芝丸 1878年12月生
- 弟妻 きぬ　1882年10月生、千葉県平民御園杢三郎の養女
- 甥 義雄 1905年3月生、芝丸長男
- 甥 武雄 1912年6月生、芝丸三男
- 姪ハル（1916年、芝丸三女）、東京府人御園理兵の養子[4]